# Marco Cubito
Marco Cubito (Taormina, 25 aprile 1992) è un pallavolista italiano, centrale della M&G.

## Carriera

### Club
La carriera di Marco Cubito inizia nella stagione 2006-07 nel Castiglione, in Serie D; nell'annata successiva si accasa all'Acicastello, in Serie B2, per poi esordire in Serie A2 con il Catania poco dopo l'inizio della stagione 2008-09: resta alla società catanese anche per il campionato 2009-10, quando, a seguito della retrocessione, disputa la Serie B1.
Nella stagione 2010-11 veste la maglia della Giarratana, in Serie B2; milita nella stessa categoria nell'annata 2011-12 con il Valley e in quella 2012-13 con la Rinascita Lagonegro: con il club lucano conquista la promozione in Serie B1 al termine della stagione 2013-14 e poi in Serie A2 in quella 2015-16. Per il campionato 2017-18 firma per la Marconi: fanno seguito le militanze, nella stagione 2018-19, alla M&G e, in quella 2019-20, alla New Mater, sempre in serie cadetta.
Nell'annata 2020-21 ritorna alla M&G, in Serie A3, con cui, nella stagione 2021-22 conquista la Supercoppa italiana di categoria, oltre alla promozione in Serie A2; a conclusione dell'annata 2023-24 è promosso in Superlega, categoria dove esordisce con lo stesso club nella stagione successiva.

## Palmarès

### Club
- Supercoppa italiana di Serie A3: 1

2022